# Red Star Line
A Red Star Line foi uma companhia de transporte marítimo fundada em 1871 como uma joint venture entre a International Navigation Company da Filadélfia e a Société Anonyme de Navigation Belgo-Américaine da Antuérpia, Bélgica. Os principais portos de escala da empresa eram da Antuérpia, na Bélgica, Liverpool e Southampton, no Reino Unido e Nova Iorque e Filadélfia, nos Estados Unidos.

## História
A empresa foi fundada por Clement Griscom, que a liderou desde sua fundação até a International Mercantile Marine Co. assumir em 1902. A Red Star Line sobreviveu à crise financeira da IMM em 1915. Na década de 1930, a Red Star Line passou a fazer parte da Arnold Bernstein Line.
A empresa declarou falência em 1934. Operou até 1935, quando seus ativos foram vendidos para a Holland America Line.

## Dias atuais

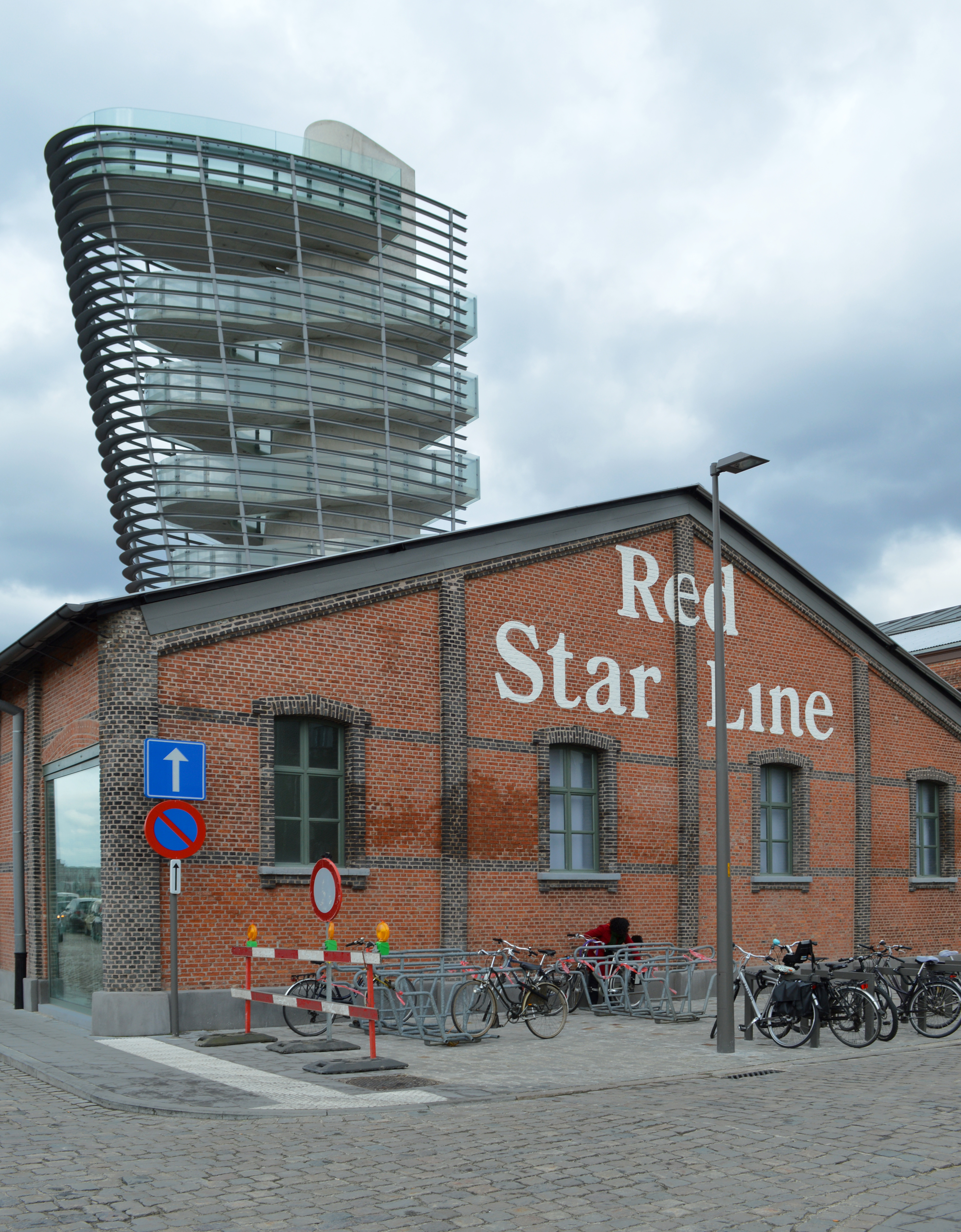
Museu da Red Star Line na Antuérpia

Os antigos armazéns da Red Star Line na Antuérpia foram reabertos como um museu em 28 de setembro de 2013 pela cidade da Antuérpia. O foco principal do museu são as histórias que poderiam ser recuperadas por parentes dos cerca de dois milhões de passageiros da Red Star Line. O museu exibe obras de arte que retratam os emigrantes da Red Star Line pelo artista Eugeen Van Mieghem (1875-1930), juntamente com suvenires da Red Star Line pela coleção de Robert Vervoort.
Cerca de um quarto dos cerca de dois milhões de migrantes da Red Star Line eram judeus. Entre eles estavam muitas pessoas famosas, incluindo o passageiro regular Albert Einstein. Ao saber do confisco de suas posses pela Alemanha nazista, Einstein preferiu não retornar à Alemanha; sua carta de demissão da Academia de Ciências da Prússia faz parte da exposição do museu. Outros emigrantes notáveis incluíram o Irving Berlin, de cinco anos de idade.

## Navios

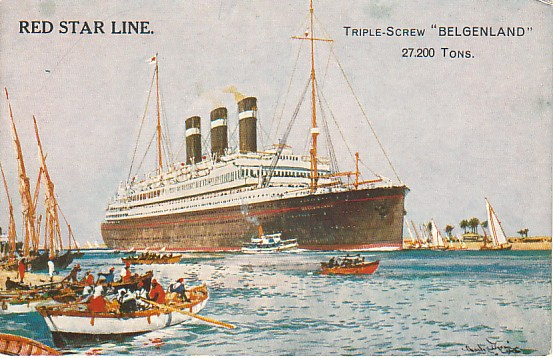
Cartão postal do Belgenland

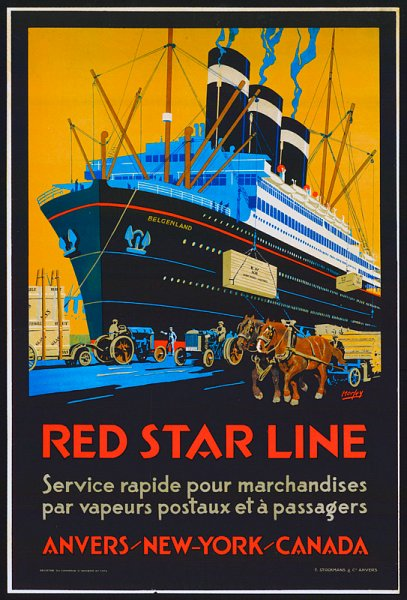
Poster do Belgenland por Henri Cassiers

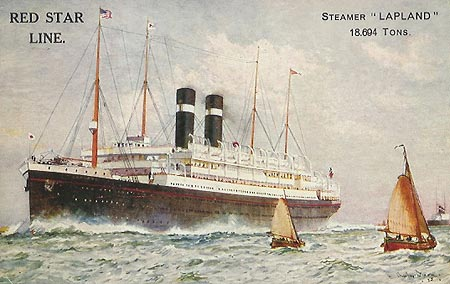
Cartão postal do Lapland

Os navios da Red Star Line possuíam chaminés pretas e uma faixa branca com uma estrela vermelha de cinco pontas.
Alguns navios da Red Star receberam nomes que terminaram em "-land". Seus navios notáveis incluem:
- Abbotsford Construído pelos estaleiros da Gourlay Brothers, Dundee, em 1874.
- Adria Vendido para a Hamburg-Amerika Linie em 1899.
- Arabic Operou pela Red Star Line de 1926 a 1929.
- Belgenland (1878) Vendido para a Itália e renomeado como SS Venere.
- Berlin Fretado da American Line por 7 viagens entre 1895 e 1898.
- Cambroman Fretado da Dominion Line por 4 viagens em 1907.
- Conemaugh Adquirido em 1890. Desapareceu no mar em 1904.
- Finland
- Friesland Vendido para a Itália em 1911 e renomeado para La Plata.
- Gothland Adquirido em 1908 da White Star Line e renomeado para Gothland. Transferido em 1911 para o serviço da White Star Line, que o renomeou para Gothic. Transferido novamente em 1913 para a Red Star Line sob o nome de Gothland. Desmontado em 1913.
- Kroonland
- Lapland
- Pennland Construído em Glasgow pelos estaleiros da J. & G. Thomson & Co e lançado ao mar em 12 de julho de 1870 como Algeria para a Cunard Line. Vendido para a Red Star Line em 1881 e renomeado como Pennland. Entrou em serviço para o transporte de passageiros entre Antuérpia - Nova Iorque em 1889. Desmontado na Itália em 1903.
- Pennland Lançado em 1922 para a American Line como SS Pittsburgh. Vendido para a Red Star Line em 1935 e renomeado para Pennland. Serviu como navio de tropas durante a Batalha de Dacar em 1942.
- Rhynland Vendido para a Itália em 1906, renomeado como Rhyna e desmontado.
- Rusland Construído como Kenilworth em 1872 para a American Line. Comprado em 1877, encalhou em Long Island em 19 de março de 1877, posteriormente declarado como perda total.
- Vaderland (1872) Vendido para a França em 1879 e renomeado para Geographique.
- Vaderland (1900) Renomeado para Southland em 1915. Foi torpedeado e afundado em 1917 na costa da Irlanda; perda de 4 vidas.
- Waesland Construído pelos estaleiros da J. & G. Thomson, Ltd, Glasgow, Escócia. O navio foi transferido para o serviço Liverpool - Filadélfia da American Line em 1895. Afundou em colisão com o navio a vapor Harmonides ao largo da costa Anglesey em março de 1902.
- Westernland (1884) Construído pela Laird Bros em Birkenhead, Inglaterra. Ele navegou na Antuérpia, Bélgica, para o serviço de Nova Iorque. Em 1901, ele foi transferido para o serviço de Liverpool para Filadélfia pela American Line. Foi desmontado em 1912.
- Westernland (1918) Lançado em 1918[1] para a White Star Line como Regina. Transferido para a Red Star Line em 1930 e renomeado como Westernland.[9] Albert Einstein viajou para os Estados Unidos a bordo do Westernland em 1933 e permaneceu depois de saber que os nazistas haviam confiscado suas posses.[3] Serviu como navio de tropas durante a Batalha de Dakar em 1940.[9]
- Zeeland (1865) Adquirido como SS Java da Cunard Line em 1878. Vendido para a França em 1889.
- Zeeland (1901) Lançado em 1900 e permaneceu na Red Star até a Primeira Guerra Mundial em 1914.

## Na cultura popular
A Red Star Line apareceu em The Godfather Part II, de Mario Puzo, quando o jovem Vito Corleone chega a Nova Iorque. Seu crachá de identificação é da companhia Red Star Line.
O clube de futebol de Paris Red Star Football Club 93 recebeu o nome da Red Star Line, na qual viajou a governanta inglesa do fundador do clube, Jules Rimet.